# Ґосьценцино
Ґосьценцино (пол. Gościęcino) — село в Польщі, у гміні Хочево Вейгеровського повіту Поморського воєводства.
Населення — 49 осіб (2011).
У 1975-1998 роках село належало до Гданського воєводства.

## Демографія
Демографічна структура станом на 31 березня 2011 року:
|          | Загалом | Допрацездатний вік | Працездатний вік | Постпрацездатний вік |
| -------- | ------- | ------------------ | ---------------- | -------------------- |
| Чоловіки | 26      | 7                  | 18               | 1                    |
| Жінки    | 23      | 2                  | 16               | 5                    |
| Разом    | 49      | 9                  | 34               | 6                    |